# 140 PLM 3741 à 3955 et 140 E PLM 164 à 213
Les 140 PLM 3741 à 3955 (futures 140 E 1 à 163) et 140 E 164 à 213 sont des locomotives compound de type Consolidation construites pour la Compagnie des chemins de fer de Paris à Lyon et à la Méditerranée et utilisées ensuite par la SNCF.
Elles sont commandées à la suite de 245 autres Consolidation à l’aspect très proche et sont produites à 213 exemplaires.
En 1938, lors de la création de la SNCF, elles deviennent 5 - 140 E 1 à 213.

## Histoire

### Genèse
Pour assurer le service des trains de marchandises directs, où étaient majoritairement employées des locomotives anciennes datant du XIXe siècle, le PLM entame la mise au point de trois séries qui tiennent compte des derniers progrès en matière de construction de locomotives et partagent en commun leurs dimensions, leur chaudière à foyer Belpaire, le diamètre de leurs roues et un bissel à balancier Zara.
- les 140 PLM 4 295 à 4 499, futures 140 B 1 à 205, des locomotives compound à vapeur saturée construites de 1909 à 1912
- les 140 PLM 4 271 à 4 290, futures 140 C 1 à 20, des locomotives compound munies de la surchauffe construites entre 1911 et 1913
- les 140 PLM 4 175 à 4 194, futures 140 D 1 à 20, à quatre cylindres simple expansion et surchauffe construites entre 1912 et 1913

Seule la première série est produite en grande quantité, 205 exemplaires sont livrés jusqu’en 1912.
Le PLM crée une version améliorée de ce premier modèle . La compagnie ne souhaite pas encore généraliser l’emploi de la surchauffe pour les  locomotives des trains de marchandises. 

### Description
Cette série est composée de machines Compound et munies d'une chaudière à foyer Belpaire.
Les machines sont légèrement plus lourdes. La chaudière de ces deux séries de locomotives est différente, les tubes à fumée sont plus longs (4,25 m au lieu de 4 m). La boite à fumée est également plus longue.
Le balancier Zara est remplacé par un autre modèle et l’empattement des nouvelles locomotives diffère légèrement.
Les roues du nouveau modèle ont un diamètre de 1 650 mm au lieu de 1 500mm, ce qui les prédestine aux trains plus rapides sur des rampes plus faibles.
Elles sont équipées d’un surchauffeur Schmidt après la Première Guerre mondiale.
Entre 1919 et 1925, toutes les locomotives  construites sans surchauffeur en sont munies.

### Livraison
Ces machines ont été livrées dans l'ordre suivant:
- les 3 741 à 3 760  puis 140 E 1 à 20, par la Société Franco-Belge en 1914,
- les 3 761 à 3 780  puis 140 E 21 à 40, par la Société de Construction des Batignolles en 1914,
- les 3 781 à 3 800  puis 140 E 51 à 60, par Schneider au Creusot en 1914,
- les 3 831 à 3 840, puis 140 E 61 à 70, par les Ateliers et Chantiers de la Loire[4] en 1922,
- les 3 841 à 3 860, puis 140 E 71 à 90, par la Société française de constructions mécaniques en 1914,
- les 3 861 à 3 865, puis 140 E 91 à 95, par les ateliers PLM d’Oullins en 1913 et 1914,
- les 3 866 à 3 870, puis 140 E 96 à 100,  par les ateliers PLM d’Arles en 1913 et 1914[5],
- les 3 871 à 3 895, puis 140 E 101 à 125, par les Ateliers et Chantiers de la Loire entre 1922 et 1923
- les 3 936 à 3 955, puis 140 E 126 à 145,   par Schneider entre 1914 et 1918
- les 3 957 à 3 959, puis 140 E 146 à 148,   par les Usines Métallurgiques du Hainaut à Couillet en 1922,
- les 3 961 à 3 975, puis 140 E 149 à 1163,   par les Usines Métallurgiques du Hainaut à Couillet en 1922,
- les 140 E 164 à 213, par Schneider en 1925 et 1926,

### Précisions
Ces locomotives ont été livrées en trois lots.
Le premier  comprenait 100 locomotives à distribution Walschaerts dépourvues de surchauffe qui sont numérotées 3 741 à 3 800 et 3 831 à 3 870 au PLM. Elles sont renumérotées 140 E 1 à 100 par le PLM en 1924 et livrées de 1913 à 14.
Le second lot comprend les 3 871 à 3 895 et les 3 936 à 3 975, futures 140 E 101 à 163, livrées de 1913 à 1922. Ces locomotives se distinguaient par leur distribution Heusinger. Quelques-unes construites après la guerre ont peut-être été d’emblée équipées de la surchauffe
La commande, passée en 1912, portait initialement sur 20 locomotives mais deux unités, les 3956 et 3960, n'ont jamais été livrées.
Le troisième lot comprend les 140 E 164 à 213, livrées en 1925 et 1926,  directement immatriculées dans la nouvelle numérotation. Toutes les locomotives de cette dernière tranche sont construites par Schneider au Creusot.
Les 3 831 à 3 840 (futures 140 E 61 à 70) construites par les Ateliers et Chantiers de la Loire entre 1920 et 1922  sont plus lourdes. Il pourrait s’agir d’un marché passé avant-guerre mais interrompu par le conflit.
Certaines locomotives du PLM en cours de construction en Belgique et en Allemagne sont  réquisitionnées ou détruites par l’occupant.

### Numérotation
C’est en 1924[réf. nécessaire] que le PLM adopte une nouvelle notation pour ses locomotives, préfigurant celle de la SNCF. Elles seront alors numérotées
- 140 E 1 à 100 pour les locomotives à distribution Walschaerts,
- 140 E 101 à 213 pour celles à distribution Heusinger.

## Caractéristiques
- Longueur : 12,78 m
- Poids à vide: 67,68 t
- Poids en charge: 74,3 t
- Timbre: 16 kg
- Surface de grille: 3,08 m2
- Surface de chauffe: 175,4 m2
- Surface de surchauffe: 65,17 m2
- Diamètre des roues (motrices): 1 650 mm
- Diamètre des roues (porteuses): 1 000 mm
- Dimensions des cylindres HP (haute pression), alésage x course: 380 x 650 mm
- Dimensions des cylindres BP (basse pression), alésage x course: 600 x 650 mm
- Vitesse maximum: 85 km/h
- Tender: 16 m3